# Sporting Fingal F.C.
Sporting Fingal – irlandzki klub piłkarski z siedzibą w mieście Santry w Hrabstwie Fingal, działający w latach 2007–2011.

## Historia
Klub został założony z inicjatywy Rady Hrabstwa Fingal w 2007 roku. Miał początkowo występować w irlandzkiej trzeciej lidze, jednak wskutek wycofania się jednego z zespołów został dopuszczony w sezonie 2008 do rozgrywek League of Ireland First Division, czyli irlandzkiej drugiej ligi. W debiutanckim sezonie piłkarze Sportingu Fingal zajęli trzecie miejsce w tych rozgrywkach. Następny sezon był nawet bardziej udany. Zespołowi udało się awansować po zwycięskich barażach do League of Ireland Premier Division. Największym sukcesem był jednak triumf w Pucharze Irlandii 2009, po pokonaniu w finale Sligo Rovers 2:1.
Sezon 2010 Sporting Fingal zakończył na czwartym miejscu w League of Ireland Premier Division. Zadebiutował także w europejskich pucharach. W 2. rundzie kwalifikacyjnej Ligi Europy w sezonie 2010/2011 mierzył się z portugalskim CS Marítimo, przegrywając dwukrotnie 2:3 i odpadając z dalszych rozgrywek.
Sezon 2010 był ostatnim w historii klubu. Na początku 2011 roku jego władze ogłosiły upadek z powodu dużych problemów finansowych. Sporting Fingal został wycofany ze wszystkich rozgrywek, w których miał brać udział, a następnie rozwiązany.

## Osiągnięcia
- Zdobywca Pucharu Irlandii (1): 2009

## Europejskie puchary
Legenda do wszystkich tabel:
- Q – runda eliminacyjna, 1/16, 1/8, 1/4, 1/2 – odpowiednia faza rozgrywek, Grupa – runda grupowa, 1r gr – pierwsza runda grupowa, 2r gr – druga runda grupowa, F – finał, R – runda, PO – play-off
- k. – rzuty karne, los. – losowanie, Dogr. – dogrywka, w. – zasada bramek strzelonych na wyjeździe

| Sezon   | Rozgrywki   | Runda | Klub        | Dom | Wyjazd | Ogólnie |
| ------- | ----------- | ----- | ----------- | --- | ------ | ------- |
| 2010/11 | Liga Europy | 2Q    | CS Marítimo | 2–3 | 2–3    | 4–6     |